# Kirov
Kirov (russisk: Киров, tr. Kirov) er en by i Kirov oblast i den vestlige del af Den Russiske Føderation. Kirov er administrativt center i oblasten, og har 471.754 (2023) indbyggere.

## Geografi
Kirov ligger i Vjatkas floddal i den nordøstlige del af den europæiske del af Rusland, på den Østeuropæiske Slette, i et område med tajgaskove i Polesien.
Kirov ligger 959 km nordøst for Moskva. De nærmeste større byer er mod sydvest Kasan, 409 km, Nisjnij Novgorod, 563 km, mod syd Samara, 770 km, mod sydøst Ufa, 734 km og mod øst Perm, 471 km.

### Klima
Kirov har fastlandsklima med lange, kolde vintre og korte, varme somre. Den koldeste måned er januar med en gennemsnitstemperatur på -11,9 °C, den lavest målte temperatur i Kirov var -41,9 °C. Den varmeste måned er juli med en gennemsnitstemperatur på 18,9 °C, den højest målte temperatur i Kirov var 36,9 °C i juni måned. Den gennemsnitlige årlige nedbør er 677 mm.

## Historie
Fortet "Khlynov", der ligger lige vest for Uralbjergene, blev grundlagt af handelsmænd fra Novgorod i 1181. Første omtale af byen forekom i dokumenter fra . Khlynova blev en del af Storfyrstendømmet Moskva i 1489, og blev kendt i hele Rusland for dets lerstatuetter og fløjter. Byen kom under Kasan-khanatet og var kendt som "Hılın". Byens ældste overlevende monument er Maria Himmelfartskatedralen (russisk: Кафедральный собор во имя Успения Богородицы) (1689), et imponerende bygningsværk kronet af fem kugleformede kupler.
I 1781 omdøbte Katarina den Store byen til Vjatka og gjorde den til sæde for guvernementet Vjatka. Byen tjente også som opholdssted for eksilerede som blandt andet Aleksandr Herzen, Aleksandr Vitberg og Mikhail Saltykov-Sjtjedrin. Ved udgangen af 1800-tallet var byen en vigtig station på den transsibiriske jernbane. I december 1934 blev byen omdøbt og opkaldt efter den sovjetiske leder Sergej Kirov, der var blevet myrdet den 1. december samme år. På trods af at byens navn er Kirov, er mange institutioner som universitetet begyndt at benytte navnet Vjatka efter opløsningen af Sovjetunionen.

### Befolkningsudvikling
| År   | Indbyggere | Novovjatsk       |
| 1897 | 25.008     |                  |
| 1926 | 62.097     |                  |
| 1939 | 143.558    | 3.411 (Vjatskij) |
| 1959 | 252.416    | 19.401           |
| 1970 | 332.503    | 26.408           |
| 1979 | 389.533    | 31.866           |
| 1989 | 440.240    | 37.880           |
| 2002 | 457.578    |                  |
| 2010 | 473.695    |                  |

Note: Data fra folketællinger
I 1930'ernes blev landsbyerne Vjatskij og Lesozavodskoj lagt sammen. Den 28. marts 1955 ændrede de navn til Novovjatsk, og den 1. november 1989 blev Novovjatsk lagt sammen med Kirov.

## Administrativ inddeling
Kirov er opdelt i fire rajoner:
|  | Rajon        | Russisk navn       | Indbyggertal (2017 anslået) | Kirovs rajoner |
|  | ------------ | ------------------ | --------------------------- | -------------- |
|  | Leninskij    | Ленинский район    | 219.896                     |                |
|  | Novovjatskij | Нововятский район  | 49.475                      |                |
|  | Oktjabrskij  | Октябрьский район  | 152.925                     |                |
|  | Pervomajskij | Первомайский район | 79.172                      |                |

## Økonomi
Tekst mangler, hjælp os med at skrive teksten

### Infrastruktur
Tekst mangler, hjælp os med at skrive teksten

## Uddannelse
Tekst mangler, hjælp os med at skrive teksten

## Seværdigheder
Tekst mangler, hjælp os med at skrive teksten

## Venskabsbyer
- Siedlce, Polen

## Kendte fra Kirov
Tekst mangler, hjælp os med at skrive teksten